# Потомак Парк (Мериленд)
Потомак Парк (енгл. Potomac Park) насељено је место без административног статуса у америчкој савезној држави Мериленд.

## Демографија
По попису из 2010. године број становника је 2.530.
| Група             | 2000.    | 2010.         |
| Белци             | 0 (0,0%) | 1.274 (50,4%) |
| Афроамериканци    | 0 (0,0%) | 1.223 (48,3%) |
| Азијати           | 0 (0,0%) | 2 (0,1%)      |
| Хиспаноамериканци | 0 (0,0%) | 20 (0,8%)     |
| Укупно            | 0        | 2.530         |